# Gobierno Provisional de 1868-1871
El Gobierno Provisional de 1868-1871 fue el ejecutivo transitorio que se formó en España tras el triunfo de la Revolución de 1868, que puso fin al reinado de Isabel II. Constituye el primer período del Sexenio Democrático (1868-1874) y se subdivide en dos etapas:
- La primera, caracterizada por la elaboración de la nueva Constitución de 1869 bajo un gobierno provisional integrado por las fuerzas políticas firmantes del Pacto de Ostende, que protagonizaron la Revolución: el Partido Progresista encabezado por el general Juan Prim y la Unión Liberal liderado por el general Francisco Serrano, y del que finalmente quedó fuera el tercer partido firmante del pacto, el Partido Demócrata, que se transformaría en el Partido Republicano Federal.
- La segunda, que comenzó con la aprobación de la nueva Constitución en junio de 1869 y el nombramiento como regente del hasta entonces presidente del Gobierno Provisional, el general Serrano, asumiendo el general Prim la presidencia del Gobierno, y que terminó el 2 de enero de 1871 con el juramento ante las Cortes Constituyentes del nuevo rey elegido por él, Amadeo I de Saboya.

## Antecedentes: la revolución de 1868
El día 18 de septiembre se iniciaba en Cádiz un pronunciamiento protagonizado por la flota naval allí amarrada que fue sublevada por el almirante Juan Bautista Topete, y desde donde se dirigió un llamamiento a la insurrección contra Isabel II en un manifiesto dado a conocer al día siguiente:

Españoles: La ciudad de Cádiz, puesta en armas con toda su provincia, con la armada anclada en su puerto, y con todo el departamento marítimo de la Carraca, declara solemnemente que niega su obediencia al gobierno que reside en Madrid, segura de que es leal intérprete de todos los ciudadanos que, en el dilatado ejercicio de la paciencia, no hayan perdido el sentimiento de la dignidad, y resuelta a no deponer las armas hasta que la Nación recobre su soberanía, manifieste su voluntad y se cumpla.[...] Queremos que un gobierno provisional, que represente todas las fuerzas vivas del país, asegure el orden, en tanto que el sufragio universal echa los cimientos de nuestra regeneración social y política. ¡Viva España con honra! Cádiz, 19 de septiembre de 1868.

El pronunciamiento se fue extendiendo por el resto de España, mientras que se producían insurrecciones populares en muchas ciudades. El día 28 de septiembre tenía lugar la decisiva batalla de Alcolea, donde las fuerzas leales a Isabel II fueron derrotadas por las unidades militares sublevadas al mando del general Serrano. Al día siguiente Madrid se sumaba al pronunciamiento e Isabel II, que se encontraba en San Sebastián acompañada de su corte, optaba por exiliarse a Francia. En el mensaje dirigido por la Reina a la nación "al poner mi planta en tierra extranjera" advertía de que no renunciaba a

la integridad de mis derechos ni podrán afectarle en modo alguno los actos del gobierno revolucionario; y menos aún los acuerdas de las asambleas que habrán de formarse necesariamente al impulso de los furores demagógicos, con manifiesta coacción de las conciencias y de las voluntades.

## El Gobierno Provisional (1868-1869)

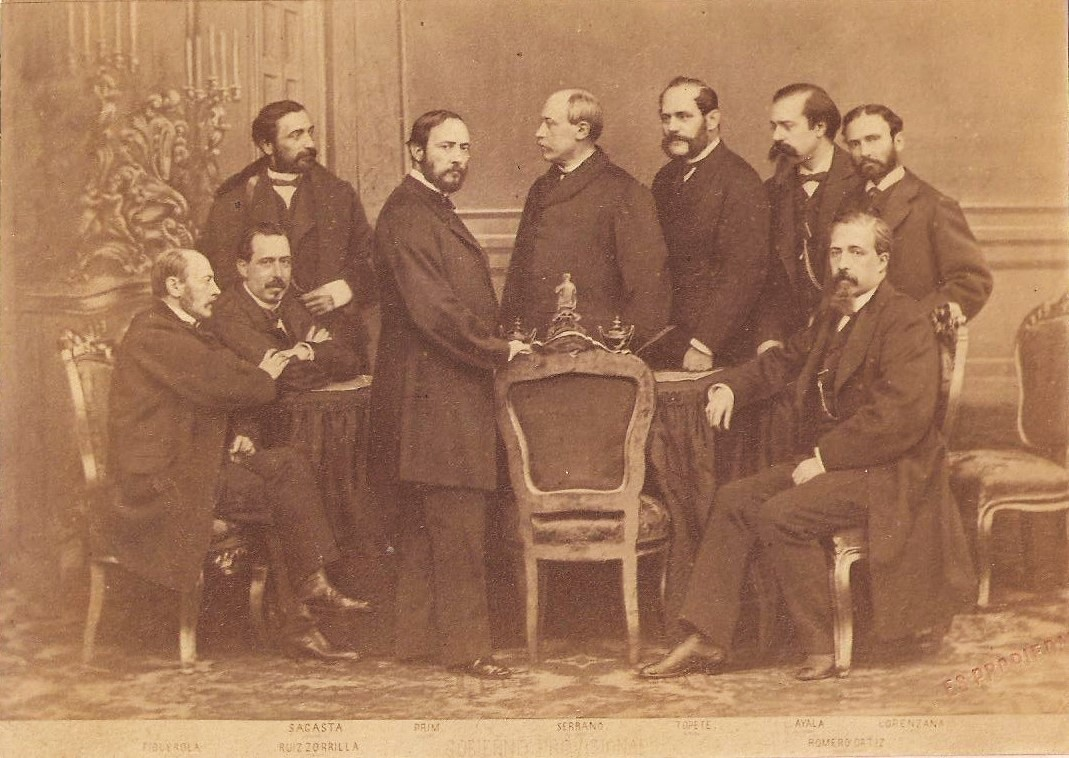
El Gobierno Provisional en 1869. De izquierda a derecha: Laureano Figuerola, Hacienda; Práxedes Mateo Sagasta, Gobernación; Manuel Ruiz Zorrilla, Fomento; Juan Prim, Guerra; Francisco Serrano, presidente del gobierno provisional; Juan Bautista Topete, Marina; Adelardo López de Ayala, Ultramar; Antonio Romero Ortiz, Gracia y Justicia; y Juan Álvarez Lorenzana, Estado. Foto de J. Laurent.

### Las Juntas revolucionarias
En un primer momento, el poder fue asumido por las Juntas que se habían formado en las diferentes ciudades, muchas de ellas elegidas por sufragio universal y en las que predominaban progresistas y demócratas. Sus manifiestos recogían las reivindicaciones propias de las clases populares urbanas: supresión de los derechos de puertas o consumos, abolición de las quintas y de las matrículas de mar, libertad de cultos, etc. Y algunas, incluso, tomaron decisiones en ese sentido. Sin embargo, en muchas ocasiones hubo un significativo contraste entre el radicalismo político de los manifiestos de las juntas (sufragio universal, libertad de pensamiento, libertad religiosa) y su conservadurismo social (defensa del orden establecido, de la propiedad de la tierra, etc.), que se acentuó tras la formación del gobierno provisional. "Las juntas revolucionarias, que en los primeros momentos habían utilizado un lenguaje radical -la de Valladolid quería «la libertad más omnímoda»...-, pasaron rápidamente a otro mucho más moderado, con consignas sobre el respeto de la propiedad y la conservación del orden público, elogios a la «cordura» de los ciudadanos y exhortaciones a la prudencia".
Las primeras juntas en constituirse fueron las de Andalucía, donde destacaron las de Sevilla y Málaga por sus carácter más "radical". "La de Sevilla consagró las libertades de imprenta, enseñanza y culto, abolió la pena de muerte, las quintas y la matrícula de mar, afirmó el sufragio universal y reclamó la celebración de Cortes Constituyentes".
En Barcelona la Junta se formó más tarde, el 30 de septiembre, tras conocerse el triunfo de la revolución. Pero allí la Junta presidida por Tomás Fábregas, tras vitorear al general Prim, se pronunció a favor de la República, los emblemas reales fueron destruidos, se excarcelaron a los presos políticos y se organizó la milicia urbana compuesta por 4.000 ciudadanos, que garantizaría el normal funcionamiento de la actividad económica y el orden social -las autoridades oficiales, el conde de Cheste y varios generales, huyeron a Francia-. El 2 de octubre la Junta constituyó un nuevo Ayuntamiento y una nueva Diputación Provincial y continuó con su política "radical": "suprimió los mozos de escuadra y comunidades religiosas, expulsó a los jesuitas, derogó la ley de orden público, derribó el fuerte de la Ciudadela y Atarazanas, así como los conventos de San Miguel y Junqueras, y proclamó la libertad de cultos y la supresión de quintas y consumos". En los primeros días de octubre también se formaron juntas en Valencia -bajo la dirección del progresista José Peris y Valero-, Alicante, Murcia, Zaragoza, Valladolid, Burgos, Santander, La Coruña y Asturias.
En Madrid, tras la derrota de la batalla del puente de Alcolea, el presidente del gobierno, José Gutiérrez de la Concha, delegó sus poderes en su hermano Manuel, Marqués del Duero, que formaba parte del grupo de los generales sublevados. Este a su vez, después de nombrar capitán general de Madrid a Antonio Ros de Olano, el 29 de septiembre resignó el poder en el político progresista Pascual Madoz como presidente de la Junta Revolucionaria que también ocupó el cargo de gobernador civil de la provincia. También formaban parte de la Junta revolucionaria de Madrid los progresistas Joaquín Aguirre y Laureano Figuerola, y el demócrata Nicolás María Rivero, entre otros.

### La formación del Gobierno Provisional y el mantenimiento del orden

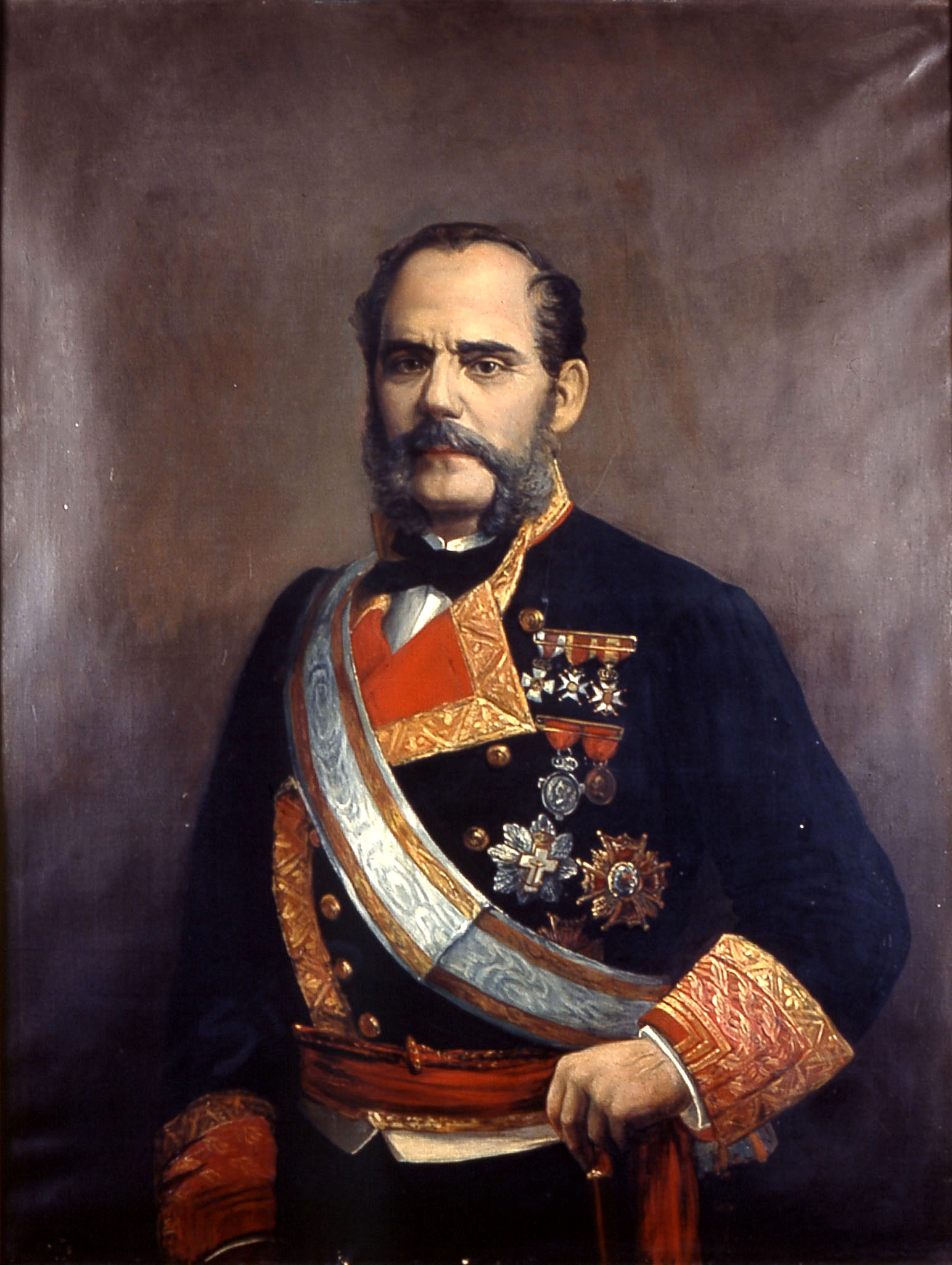
Almirante Juan Bautista Topete (1887) por Rafael Monleón (Museo Naval de Madrid).

El 3 de octubre de 1868, el mismo día en que Serrano y Topete llegaban a la capital, la Junta revolucionaria de Madrid encargaba al primero «la formación de un ministerio provisional que se encargue de la gobernación del estado hasta la reunión de las cortes constituyentes», sin haberlo consultado con el resto de las juntas.
El 8 de octubre se formó el Gobierno Provisional presidido por el general unionista Serrano, en el que estaban integrados los otros dos militares que habían encabezado el pronunciamiento -el general progresista Prim, en Guerra; y el unionista almirante Topete, en Marina- además de destacados políticos unionistas (Antonio Romero Ortiz, en Gracia y Justicia; Juan Álvarez Lorenzana, Estado; Adelardo López de Ayala, Ultramar- y progresistas -Práxedes Mateo Sagasta, Gobernación; Manuel Ruiz Zorrilla, Fomento; Laureano Figuerola, Hacienda-. Los demócratas rehusaron entrar en el gobierno porque solo se les ofreció un único ministerio. No todas las juntas aceptaron la formación del gobierno provisional sin haber sido consultadas, y la de Barcelona protestó por haber dejado fuera del gobierno a los demócratas y nombró «una comisión que vaya a Madrid a pedir explicaciones».
Una de las primeras decisiones que tomó el Gobierno Provisional fue la disolución de las Juntas, aunque muchas de ellas continuaron actuando clandestinamente a través de “comités de vigilancia” nacidos de ellas. La mayoría de sus miembros se integraron en los nuevos ayuntamientos y diputaciones nombrados por ellas y que fueron revalidados por un decreto del gobierno del 13 de octubre. El decreto autorizaba a los miembros de las juntas su conversión en concejales y diputados provinciales, y tras la autodisolución de la Junta Superior revolucionaria de Madrid el 19 de octubre, al día siguiente el Gobierno decretó la extinción de todas las demás. Además el gobierno se comprometió a celebrar elecciones municipales inmediatamente.
Más complicado le resultó al Gobierno Provisional hacer cumplir la orden de desarme de las milicias de los Voluntarios de la Libertad, de cuya actuación se quejaban las autoridades locales por la presión a que les sometían para que cumplieran las prometidas reformas. Así se produjeron luchas callejeras en algunas ciudades andaluzas, como Puerto de Santa María, Cádiz, Jerez y Málaga, que obligaron a intervenir al Ejército. En Barcelona la orden no se pudo cumplir hasta finales de año y en Madrid, “para evitar los desórdenes, el Gobierno tuvo que ofrecer treinta reales y trabajo por cada fusil que se entregara en el Ayuntamiento, enajenando para conseguir este dinero la propiedad municipal”. Sagasta, ministro de la Gobernación, ordenó a los gobernadores civiles que mantuvieran el orden «a toda costa» porque los enemigos de la libertad «se han ocultado tal vez para deslizarse y confundirse con las masas populares».

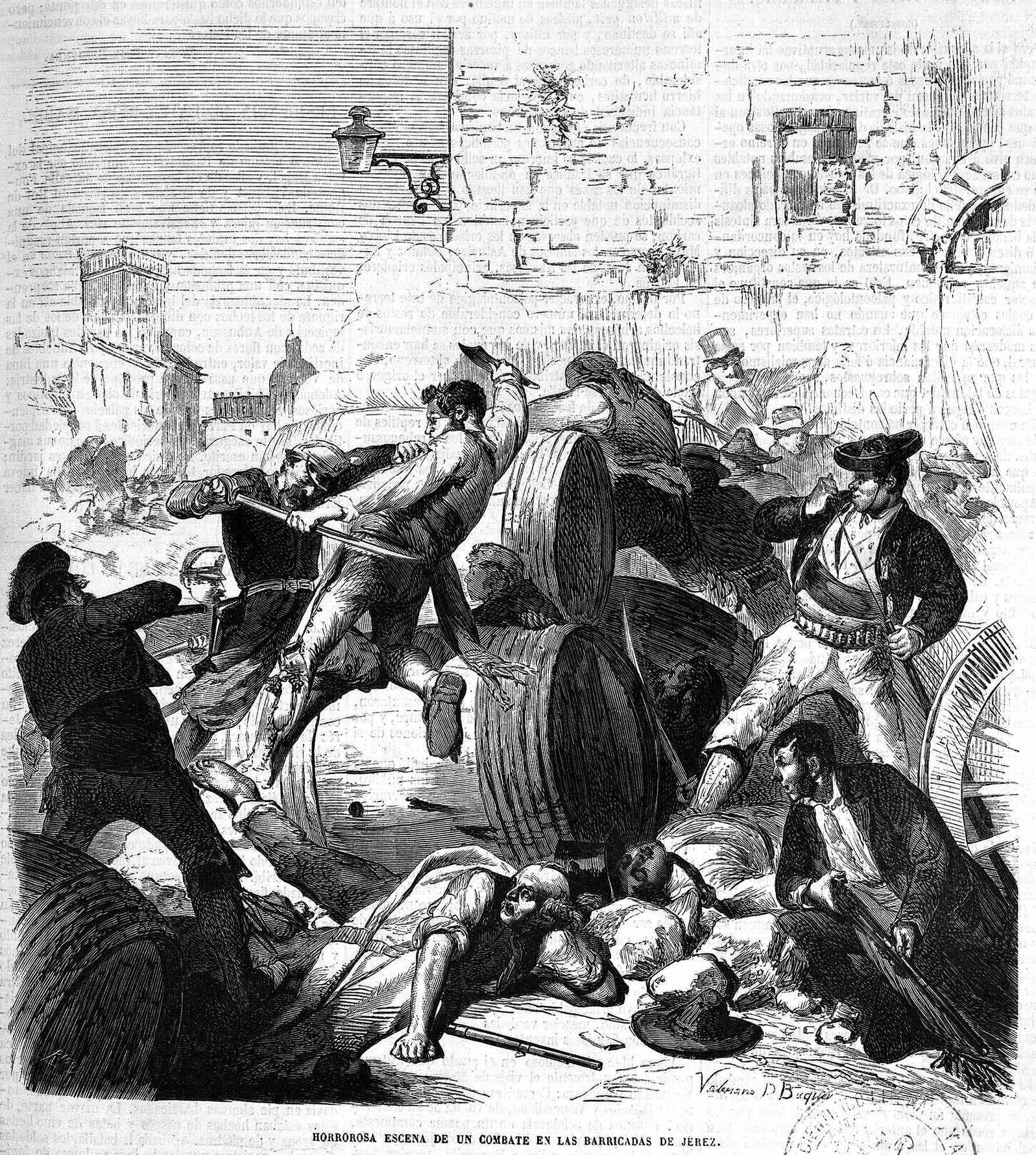
Motín contra las quintas en Jerez, marzo de 1869, de Valeriano D. Bécquer, en El Museo Universal.

El gobierno también tuvo que hacer frente a una creciente conflictividad social. “Ocupaciones de tierras y motines reclamando alimentos se extendieron no sólo por Andalucía, sino por Galicia, la Mancha y Levante, y a lo largo de 1869 a estos conflictos se sumó el malestar urbano por la inmovilidad de los salarios”. Un periódico de Madrid acusó al gobierno provisional de debilidad por no hacer frente a los que en «las provincias andaluzas... invocan el derecho al trabajo y piden aumento de jornal o salario».
En diciembre en Cádiz el gobernador militar declaró el estado de guerra para hacer frente a una «sucesión de alarmas injustificadas» y ordenó el desarme de los Voluntarios de la Libertad. Los enfrentamientos entre los milicianos, dirigidos por Fermín Salvochea, hijo de un acaudalado comerciante, y el ejército duraron tres días, con empleo de artillería por ambas partes, causando gran número de víctimas. Para acabar con la resistencia de los milicianos el gobierno envió unidades de refuerzo y ordenó a los buques de la Armada española que bombardearan la ciudad, lo que les obligó a abandonar las armas sin haber sido derrotados. Otros movimientos semejantes se produjeron en Béjar, Badajoz, Málaga, Tarragona, Sevilla o Gandía. En Burgos, en cambio, la revuelta fue protagonizada por los partidarios de la reina destronada que asesinaron a navajazos en la puerta de la catedral al nuevo gobernador civil al que creían que su nombramiento se debía a que iba despojar de sus bienes a la Iglesia -no a inventariarlos para impedir que siguiera la venta clandestina, como le había ordenado el gobierno-.
Esta política de mantenimiento del orden fue acompañada de una serie de decretos en los que se reconocían los derechos y libertades reclamados en los manifiestos de las juntas: libertad de enseñanza (21 de octubre); libertad de imprenta (23 de octubre); derecho de reunión (1 de noviembre); sufragio universal para los varones mayores de 25 años (1 de noviembre); y derecho de asociación (21 de noviembre). En cuanto a las dos reivindicaciones populares más importantes, un decreto del 12 de octubre eliminó los odiados consumos, pero la supresión de las quintas, no se pudo cumplir por el estallido de la insurrección en Cuba que dio inicio a la Guerra de los Diez Años.

### La insurrección de Cuba y el problema de las quintas

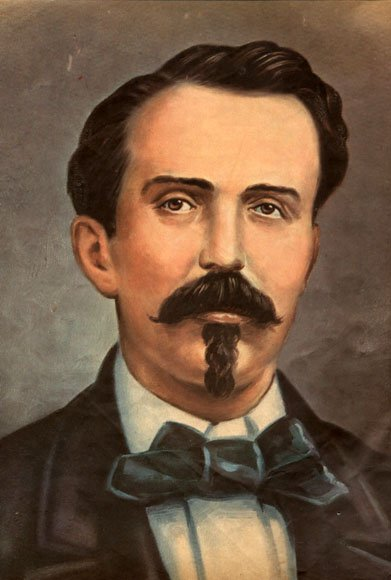
Carlos Manuel de Céspedes.

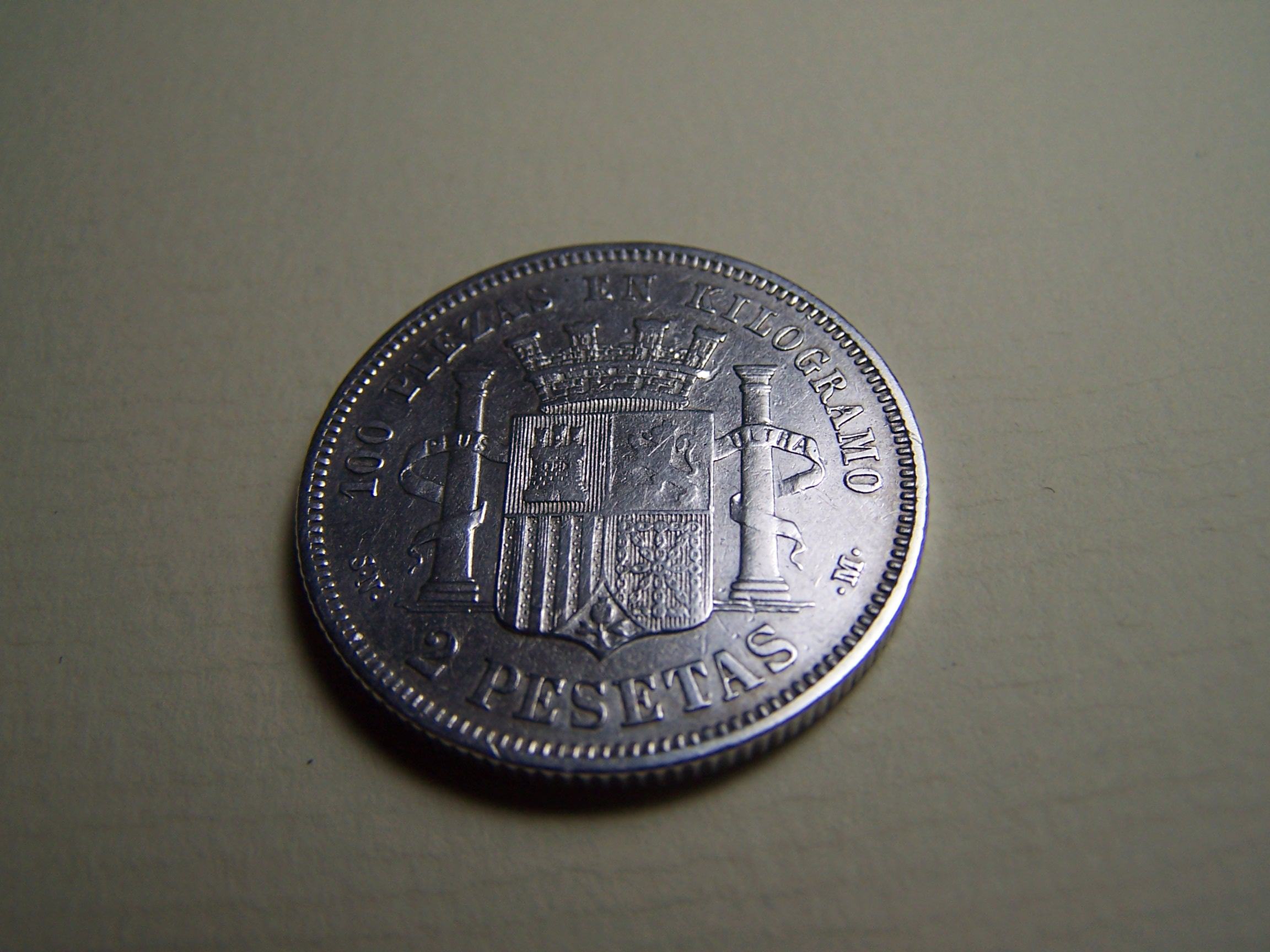
Moneda de 2 pesetas, emitida por el Gobierno Provisional, 1869

El 10 de octubre de 1868 estalló una insurrección independentista en la isla de Cuba encabezada por Carlos Manuel de Céspedes que dio el Grito de Yara, un Manifiesto de la Junta Revolucionaria de la Isla de Cuba en la que se exponían los agravios contra la metrópoli que justificaban la secesión -rechazo del sistema fiscal y de las trabas al libre comercio; mantenimiento de la esclavitud, nula capacidad de autogobierno por parte de los habitantes de la isla, etc-.
Los independentistas cubanos, contando con el apoyo de Estados Unidos, elaboraron una Constitución propia para la isla en abril de 1869 y confirmaron a Carlos Manuel de Céspedes como presidente de la República "en armas".
En agosto de 1869 el general Prim, "convencido de la incapacidad de España para mantenerse en la isla por la fuerza", llegó a iniciar conversaciones en Madrid con un enviado especial de los Estados Unidos, para negociar la independencia de Cuba, pero no se alcanzó ningún acuerdo, a causa, entre otros motivos, de la oposición del resto de miembros del gobierno y de la mayoría de la opinión pública española a hacer concesiones en la cuestión cubana.
Una de las consecuencias de la insurrección fue que el gobierno provisional no pudo satisfacer una de las dos reivindicaciones populares más importantes, junto con la supresión de los consumos, la abolición de las quintas, porque el gobierno se vio obligado a enviar tropas desde la península para sofocarla. “Mientras duró la campaña electoral progresistas y unionistas siguieron manteniendo su promesa de suprimir las quintas, pero pasadas las elecciones la realidad se impuso y Prim, acuciado por la guerra cubana, tuvo que llamar a filas a 25 000 hombres. La campaña contra la quinta del 69 constituyó una auténtica prueba para el Gobierno, que nunca logró recuperar el prestigio perdido entre las clases populares. Aunque debido a los muchos intereses que había por medio, el sistema se hubiera mantenido de todas maneras –basta ver el número de políticos de la época directa o indirectamente comprometidos en las sociedades de seguros contra quintas para comprender que estos hombres no podían tener mucho interés en terminar con ellas-, la insurrección de Cuba agravó el problema por el peligro que suponía ser enviado a Ultramar. Los republicanos pasaron a ser los únicos que defendían en las Cortes su abolición, mientras que por todas partes se producían motines contra la quinta recién establecida. De 1869 a 1872 los sucesivos gobiernos tuvieron que seguir llamando a quintas, porque tenían que seguir enviando fuerzas a Cuba, si bien el precio de la redención estatal bajó de 6000 a 4000 reales, y se facilitó que los municipios redimieran colectivamente a sus quintos, pagando al Estado determinada cantidad en plazos anuales o proveyendo al ejército de voluntarios”.

### Los consumos y las reformas económicas
La situación de la Hacienda pública en 1869 era crítica porque no había recursos y la deuda ascendía a cerca de dos mil quinientos millones, por lo que se cotizaba en el mercado a un tercio de su valor nominal, lo que hacía imposible emitir más deuda porque su valor real hubiera bajado aún más. Para hacer frente al desastre el ministro del ramo, Laureano Figuerola, no tenía más opción que lanzar un empréstito por suscripción de dos mil millones, pero del que solo se cubrieron 530 millones, y la emisión de deuda exterior por valor de 400 millones.

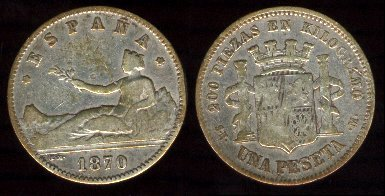
Primera moneda con facial de 1 peseta emitida durante el Gobierno Provisional en 1870.

Figuerola satisfizo la reivindicación popular sobre los "derechos de puertas" o consumos que eran un impuesto general, ordinario e indirecto implantado por la Reforma Mon-Santillán de la Hacienda de 1845 que gravaba una veintena de artículos de «comer, beber y arder"» y que encarecía el precio final de estos productos de primera necesidad que los pequeños productores, los artesanos y los trabajadores eran los que mayoritariamente lo pagaban. Así los suprimió por un decreto de 12 de octubre de 1868, pero los reemplazó por otro impuesto, la capitación, que deberían pagar todas las personas mayores de 14 años, por lo que resultó igual de impopular, ya que la intención inicial de Figuerola de que se pagara proporcionalmente a la riqueza de cada contribuyente no se pudo aplicar por "la incapacidad de la administración para gestionarlo e imponerlo". Así pues, no se llevó a cabo ningún cambio real en la política fiscal porque los ingresos del Estado continuaron basados en los impuestos indirectos, repartidos entre el conjunto de la población, y no en los impuestos directos sobre el capital y los bienes inmuebles.
Figuerola también suprimió el estanco de la sal, otra reivindicación popular, pero el del tabaco y el del papel timbrado, que impusieron muchas Juntas, no los suprimió.
Asimismo el ministro de Hacienda del Gobierno Provisional creó la nueva unidad monetaria, denominada "peseta", y puso en marcha una política de librecambio en el comercio exterior, como la rebaja de los derechos de aduanas, limitada por oposición de los industriales catalanes defensores del proteccionismo.

### La proclamación del gobierno provisional en favor de la "monarquía popular"
Fue la Unión Liberal el partido que enseguida hizo manifestaciones claras a favor de la monarquía rompiendo el pacto de no hacerlo antes de la reunión de las Cortes Constituyentes. Los unionistas, como los progresistas, estaban convencidos de que las clases populares carecían de la educación política suficiente como para fundamentar un sistema democrático basado en el sufragio universal (masculino), por lo que para ellos la democracia necesitaba el contrapeso de la monarquía. De ahí que el gobierno provisional, en contra de lo pactado en Ostende, no se mantuviera imparcial en la cuestión de la forma de gobierno y se manifestara a favor de la Monarquía. Así lo hizo constar en el manifiesto del 25 de octubre y en el que se llamó de "conciliación" del 12 de noviembre en el que defendió «la monarquía rodeada de instituciones democráticas, la monarquía popular»:

Nuestra monarquía, la monarquía que vamos a votar, es la que nace del derecho del pueblo; la que consagra el sufragio universal; la que simboliza la soberanía de la nación; la que consolida y lleva consigo todas las libertades públicas; la que personifica, en fin, los derechos del ciudadano, superiores a todas las instituciones y a todos los poderes. Es la monarquía que destruye radicalmente el derecho divino y da supremacía de la familia sobre la nación; la monarquía rodeada de instituciones democrática; la monarquía popular.

La posición favorable a la Monarquía la volvió reiterar en el Preámbulo del decreto de convocatoria de Cortes en el que decía que el gobierno se sentiría muy satisfecho si resultasen “victoriosas de las urnas los mantenedores de este principio” monárquico.

### La división de los demócratas y el nacimiento del Partido Republicano Federal
A mediados de octubre de 1868 el Partido Demócrata celebró un importante mitin en Madrid, presidido por el veterano dirigente José María Orense, en el que se estableció por aclamación que «la forma de gobierno de la democracia no podía ser otra que la República Federal».
Cuando el Gobierno Provisional se manifestó en favor de la Monarquía se acrecentó el debate en el seno del Partido Demócrata sobre la compatibilidad de la monarquía con la democracia y sobre la «accidentalidad» de las formas de gobierno. La mayoría de los demócratas encabezados por José María Orense, Francisco Pi y Margall, Estanislao Figueras, Nicolás Salmerón y Emilio Castelar defendieron la República por lo que se refundó el partido bajo el nombre de Partido Republicano Democrático Federal, mientras la minoría encabezada por Nicolás María Rivero, Cristino Martos y Manuel Becerra y Bermúdez defendió que lo fundamental era el reconocimiento del sufragio universal (masculino) y de los derechos y libertades individuales y no la forma de gobierno a la que consideraban "accidental". Esta minoría de demócratas que aprobaron la monarquía fueron llamados "cimbrios" por el manifiesto que hicieron público en noviembre.
Los republicanos federales demostraron el apoyo popular con que contaban cuando en las elecciones municipales celebradas el 18 de diciembre de 1868 consiguieron el triunfo en 20 capitales de provincia, como Barcelona, Valencia, Sevilla, Málaga, Zaragoza, Alicante, Gerona, Lérida, Huesca o Santander. Un apoyo que confirmaron en las elecciones a Cortes Constituyentes celebradas el 15 de enero.

### Las elecciones a Cortes Constituyentes y la “influencia moral del gobierno”

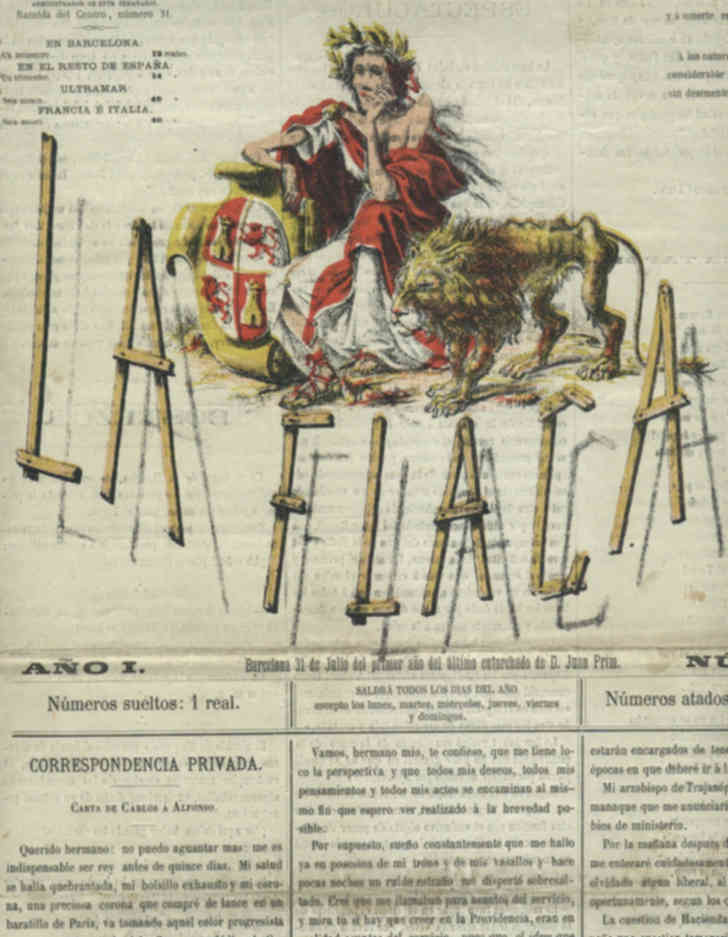
Cabecera de la revista La Flaca, cuyo primer número apareció el 3 de abril de 1869. Así la describe Juan Francisco Fuentes: «La matrona de La Flaca cuenta con todos sus elementos característicos —túnica romana, corona de laurel, sandalias, escudo de Castilla y León—, y un elemento novedoso, cual es la pérdida de su antiguo vigor, que la reduce a una figura escuálida y atribulada, mirando hacia arriba, a un punto indeterminado, como meditando sobre su triste destino. El león, por su parte, mantiene una relación de subordinación con su ama y carece de atributos propios. Como en ella, destaca su cuerpo esquelético. Nada queda de su tradicional fiereza, que se ha trocado en una expresión triste y cabizbaja. La alegoría podría entenderse como una evocación de España a la vez como nación (la matrona) y como pueblo (el león)...».

Las elecciones a Cortes Constituyentes se celebraron del 15 al 18 de enero de 1869 por sufragio universal (masculino), lo que dio el derecho al voto a casi cuatro millones de varones mayores de 25 años, de los cuales más de la mitad eran analfabetos. Las elecciones se realizaron mediante un sistema electoral en el que la circunscripción era la provincia, dividiendo aquellas cuya población fuera mayor, por lo que resultaron en total 82 circunscripciones electorales.
La campaña electoral fue animadísima y en ella los periódicos jugaron por primera vez un papel importante en la propaganda política y en la movilización de la opinión pública.
La victoria fue para la coalición gubernamental monárquico-democrática, formada por unionistas, progresistas y demócratas monárquicos -también conocidos como "cimbrios"-, que obtuvo 236 diputados -la mayoría de ellos progresistas, más 81 unionistas y 21 demócratas "cimbrios"-, mientras los republicanos federales obtuvieron 85 diputados y los carlistas 20.
Las candidaturas gubernamentales obtuvieron sus mejores resultados en las zonas tradicionalmente conservadoras, como Galicia, Asturias, las dos Castillas y el interior de Cataluña y de Andalucía), mientras que los republicanos federales triunfaron de un modo claro en la zona mediterránea. Obtuvieron la mayoría en ciudades tan significativas como Barcelona, Valencia, Sevilla, Málaga, Cádiz, Zaragoza, Alicante, Gerona, Lérida y Huesca, aunque no en Madrid, donde ganaron las candidaturas gubernamentales. Por su parte los carlistas consiguieron la mayoría en su feudo tradicional, el País Vasco y Navarra, así como en puntos aislados de Murcia, Castilla y Cataluña. El gran derrotado fue el Partido Moderado que no obtuvo representación.
Los republicanos federales denunciaron la "injerencia" electoral llevada a cabo desde el Gobierno Provisional para obtener esa mayoría tan abrumadora de diputados que le apoyaban. Hoy en día los historiadores están de acuerdo en que existió una "intromisión" del gobierno en las elecciones (lo que en la época se llamó "la influencia moral del gobierno”), aunque estas primeras elecciones por sufragio universal directo de la historia de España fueron más "limpias" que las anteriores del periodo isabelino. Sobre cómo "influyó" el gobierno en las elecciones, el historiador Ángel Bahamonde lo explica así: "En los distritos urbanos se realizó la habitual presión del poder político sobre su cohorte de empleados civiles y militares. En cuanto a los distritos rurales [que constituían la mayoría], más que el pucherazo en el sentido estricto del término, lo que funcionó, en un ambiente de escasa cultura política y de casi nula experiencia participativa, fueron los mecanismos de presión basados en las relaciones de dependencia y subordinación, característicos de las pequeñas localidades rurales pobremente desarrolladas, donde la protección del notable tenía como contrapartida la vinculación del voto. Sería una forma de caciquismo antropológico donde el binomio protección-dependencia imponía sus normas".

### La Constitución de 1869

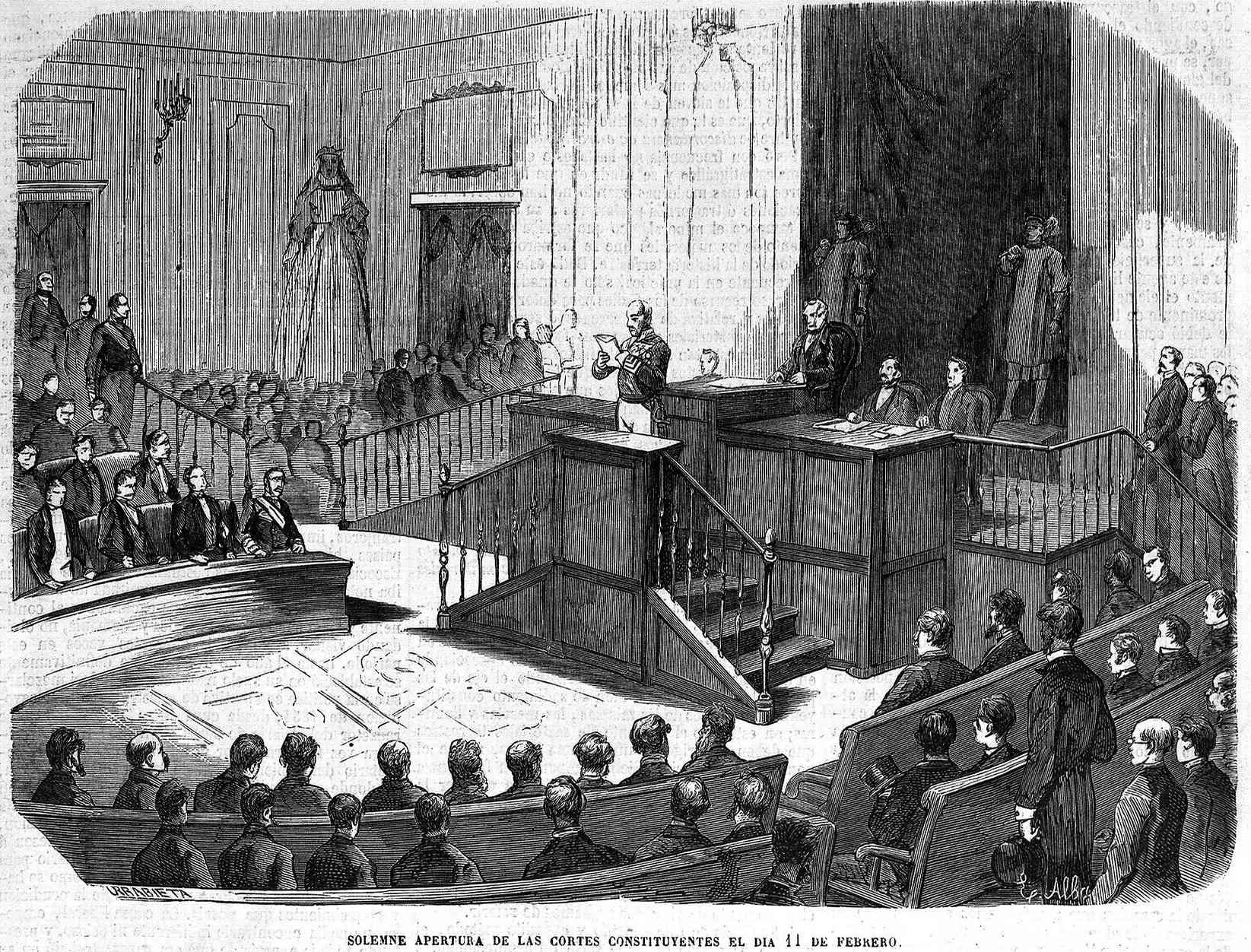
Apertura de las Cortes Constituyentes el día 11 de febrero de 1869, de Urrabieta, en El Museo Universal.

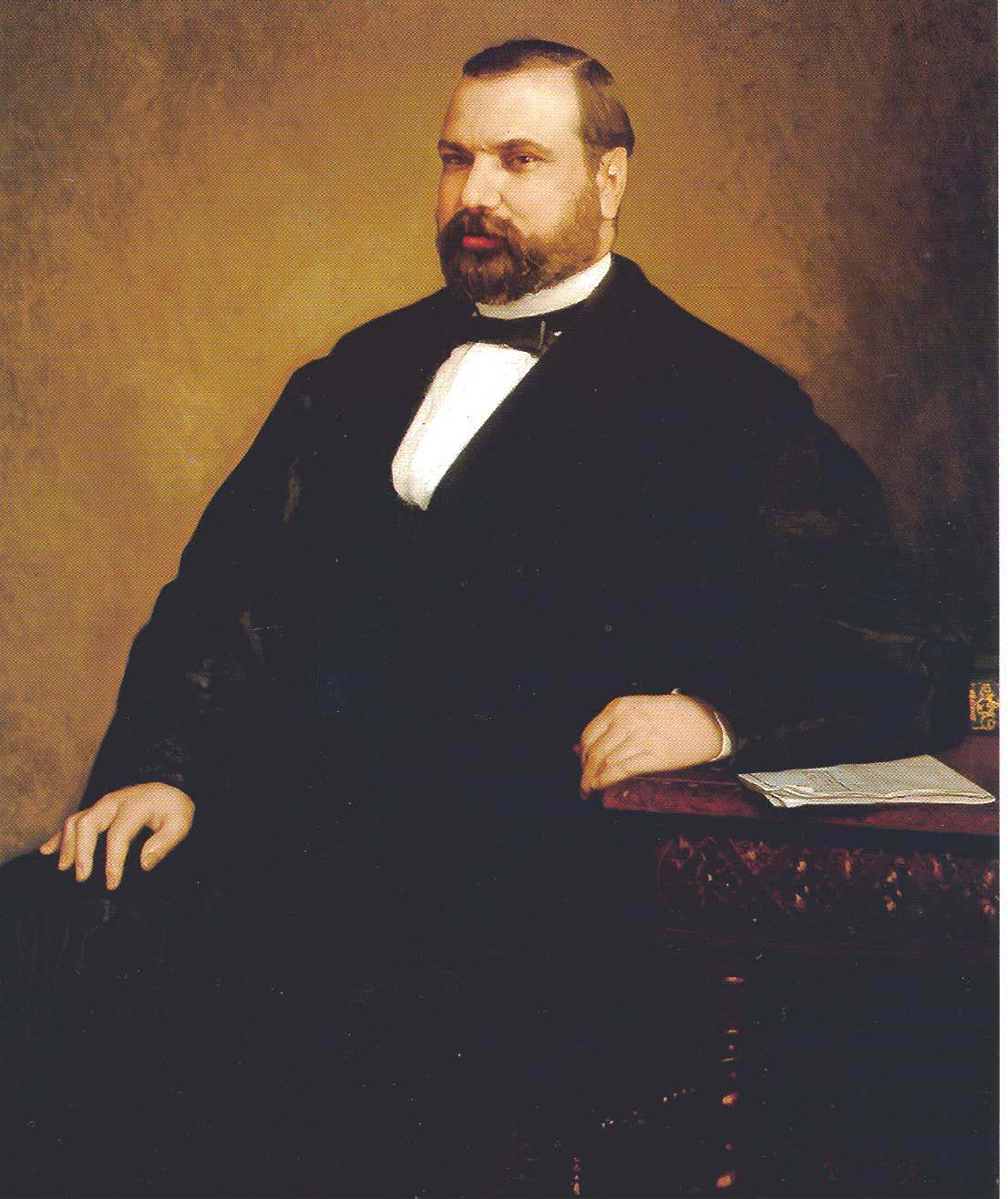
Nicolás María Rivero, retratado por Antonio Gisbert Pérez, 1873

Las Cortes Constituyentes abrieron sus sesiones el 11 de febrero de 1869 con un discurso del general Serrano, que fue refrendado como presidente del Poder Ejecutivo. El cimbrio Nicolás María Rivero resultó elegido presidente de las Cortes y en su discurso defendió la democracia como «la última forma del progreso humano en el estado de actual de civilización de los pueblos». Por su parte el general Prim aseguró que «la dinastía caída no volverá jamás, jamás, jamás».
Después se eligió la comisión constitucional que habría de redactar el proyecto de carta magna a debatir en el pleno, y que estaba integrada, entre otros, por los progresistas Salustiano de Olózaga y Montero Ríos; los unionistas Antonio de los Ríos Rosas, Augusto Ulloa y Manuel Silvela, y los demócratas "cimbrios" Cristino Martos y Manuel Becerra -de la Comisión, presidida por Olózaga, quedaron excluidos los republicanos federales-. La Comisión presentó su proyecto el 30 de marzo, y en el preámbulo del dictamen se decía que «la obra política de las generaciones que nos han precedido ha sido una lucha incansable por amparar la libertad bajo las garantías que ofrece el régimen parlamentario».
A principios de abril comenzó la discusión del proyecto constitucional. La primera cuestión que fue objeto de un duro debate fue el establecimiento de la monarquía como forma de gobierno (Artículo 33. "La forma de gobierno de la Nación española es la monarquía"). El 20 de mayo el ministro Adelardo López de Ayala se enfrentó a los diputados republicanos federales argumentando que la revolución de 1868 había sido obra de las clases conservadoras y que ahora «las clases ínfimas de la sociedad», que según él no habían participado en ella, querían arrebatarles sus conquistas exigiendo la República. «Yo vi, señores, resueltos a sacrificarlo todo en aras de su patria a grandes propietarios, a grandes de España, a títulos de Castilla, a grandes comerciantes, grandes industriales, a escritores, a poetas, a médicos, a abogados; pero ¿y las masas? preguntaba yo. 'Ya se unirán a nosotros después de la victoria' me contestaban todos», afirmó López de Ayala. Serrano y Topete tuvieron que intervenir para rectificar lo que había dicho su compañero de gobierno, pero, según Josep Fontana, "Ayala había dicho lo que todos ellos pensaban". Al final fue aprobada la monarquía como forma de gobierno por 214 votos contra 71, aunque con unos poderes limitados pues el poder legislativo residía exclusivamente en las Cortes.
Sin embargo, como ha destacado Jorge Vilches, la Corona en la Constitución mantenía muchos de los poderes propios de una Monarquía constitucional -especialmente el de disolver las Cortes y el de designar y separar gobiernos-, por lo que no era un mero poder simbólico como sucede en las monarquías parlamentarias. A la Corona, "le faltaba la facultad colegisladora de las constituciones anteriores, pero tenía libertad de sanción, pudiendo aprobar, diferir o desaprobar las decisiones de los ministros. La práctica parlamentaria señalaba que cuando el rey se negaba a la sanción, el gobierno se sentía desautorizado y devolvía el mandato. De esto se colegía que la designación de los ministros era también libre, por lo que la función de las mayorías parlamentarias era más bien a posteriori; es decir, que el gobierno de turno disolvía y creaba su propio Parlamento. Esta actuación se mantuvo durante el reinado de Amadeo I, haciendo patente con ello la dificultad para combinar con realismo la monarquía constitucional y la democracia. Esta atribución del nombramiento del gobierno a la Corona y no al Parlamento señala que aún se estaba en una fase «pre-parlamentaria» de la historia constitucional. [...] Se había instaurado una democracia pero la responsabilidad que se dejaba caer sobre la Corona era mayor que en el régimen anterior".
El otro punto polémico fue la cuestión religiosa porque finalmente se estableció la tolerancia religiosa por primera vez en la historia del constitucionalismo español -en la "non nata" de 1856 también figuraba pero nunca se promulgó- al permitir en una alambicada redacción del artículo 21 «el ejercicio público y privado de cualquier otro culto» no católico, lo que levantó las protestas de los diputados carlistas y de la jerarquía eclesiástica, a pesar de que se mantenía la confesionalidad del Estado y el presupuesto de "culto y clero". El Estado laico solo fue apoyado por los republicanos federales, especialmente por el diputado Suñer y Capdevila que defendió «la idea nueva» de «la ciencia, la tierra, el hombre», contra «la idea caduca» que representaban «la fe, el cielo, Dios». El cardenal arzobispo de Santiago de Compostela le respondió que el catolicismo era «la única religión verdadera que hay en el mundo».
La Constitución, calificada como “democrática” por el propio presidente de las Cortes Constituyentes, fue aprobada el 1 de junio por 214 votos a favor y 55 en contra y promulgada el 6 de junio. En ella destacaba el Título I -del que fue artífice el "cimbrio" Cristino Martos- en el que por primera vez en la historia constitucional española se garantizaban los derechos individuales y las libertades colectivas, que incluían también por primera vez la libertad de reunión y libertad de asociación. En la parte orgánica se establecía que la soberanía residía esencialmente en la nación (artículo 32) y que la forma de gobierno era la monarquía (artículo 33), y la división de poderes, en el que el legislativo correspondía a las Cortes, el judicial a los tribunales, y el ejecutivo al rey, aunque se establecía la responsabilidad de los ministros ante las Cortes, así como la de los jueces.
“La Constitución del 69 no sólo era la más liberal de las que se habían promulgado en España, sino que también se colocaba a la vanguardia de las europeas de ese momento. Tenía claras influencias de la Constitución norteamericana...”
Sin embargo, “a pesar de que consignaba los principios básicos de la revolución, sufragio universal y libertades individuales, no satisfizo a casi nadie. Los republicanos se opusieron al principio monárquico, los católicos a la libertad religiosa, los librepensadores al mantenimiento del culto. Pareció demasiado avanzada a muchos y tímida a otros...”

## La regencia del general Serrano (1869-1871)

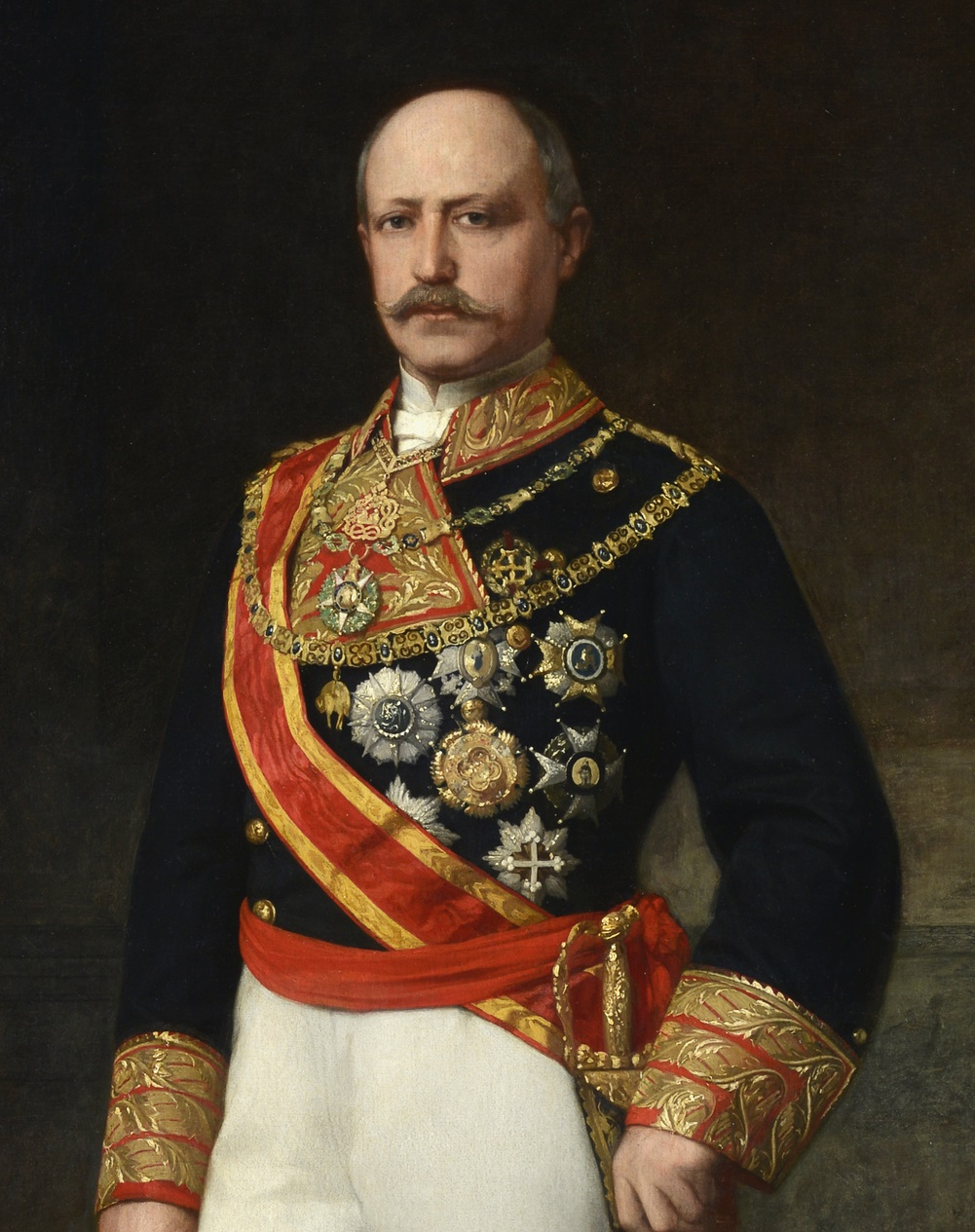
General Serrano, regente del Reino de España.

Una vez promulgada la Constitución, al haber establecido la Monarquía como forma de gobierno, las Cortes nombraron el 18 de junio como regente al general Serrano mientras que el general Prim pasaba a ser presidente del gobierno. Al día siguiente Prim presentó su nuevo gabinete en el que continuaron casi los mismos ministros y en el que no quisieron integrarse los demócratas "cimbrios" a pesar del ofrecimiento que Prim les hizo de tres ministerios ya que, según Jorge Vilches, "la unión con los conservadores se terminó para los demócratas una vez que se aprobó la Constitución".
La tarea principal del nuevo gobierno fue buscar un rey entre las diversas familias reales europeas, aunque al mismo tiempo inició el desarrollo legislativo de la Constitución y prosiguió con las reformas económicas emprendidas por el Gobierno provisional: el establecimiento del matrimonio civil (Ley Provisional de Matrimonio Civil, de 18 de junio de 1870); la reforma del Código Penal (Ley de 16 de julio de 1870); la democratización de los municipios (agosto de 1870); la reorganización de la administración de justicia (Ley Orgánica del Poder Judicial de 15 de septiembre de 1870). En cuanto a las reformas económicas (Figuerola siguió en la cartera de Hacienda) destaca la Ley Arancelaria de 12 de julio de 1869, por la que se abría progresivamente el mercado español a los productos extranjeros (pasando así del proteccionismo al librecambismo en el comercia exterior).
Sin embargo, dos problemas complicaron la labor del gobierno de Prim: el primero, la incapacidad del Ejército para dominar la insurrección secesionista cubana, que se hizo especialmente fuerte en el Oriente de la isla; el segundo, la necesidad de hacer frente a la insurrección federal.

### La insurrección de los republicanos federales
La dirección en Madrid del Partido Republicano Democrático Federal había acordado «aplazar la cuestión social para hasta después de implantada la república» pero pronto se vio desbordada por la presión de las organizaciones «intransigentes» de las provincias que se oponían a la actitud «transigente» o «benévola» de la minoría republicana en el Congreso de los Diputados, y que a su vez estaban presionadas por las clases populares, especialmente a causa de que no solo se había incumplido la promesa de la supresión de las quintas sino que el gobierno provisional había decretado una nueva de 25 000 hombres para hacer frente a la insurrección cubana —a la que seguiría otra de 40 000 en abril de 1870—. Así, viendo la actitud «benévola» de los dirigentes de Madrid, los comités provinciales empezaron a firmar pactos regionales de asociación para construir la República federal «desde abajo» siguiendo el modelo del Pacto de Tortosa firmado el 18 de mayo de 1869 entre los territorios de la antigua Corona de Aragón. Así, también se firmaron pactos en Córdoba (entre andaluces, extremeños y murcianos), Valladolid (donde nació el Pacto Federal Castellano), Santiago de Compostela y Éibar. El proceso culminó con la firma en Madrid el 30 de junio de 1869 de un «Pacto Nacional» o «Pacto General» que agrupaba los diversos pactos y creaba el «Consejo Federal», que hizo público un manifiesto reivindicando la República Democrática Federal.
«El verano de 1869 fue especialmente conflictivo: disturbios carlistas en Cataluña que permitieron a Sagasta dar poderes extraordinarios a los gobernadores civiles, incidentes con republicanos en Tarragona y Tortosa que condujeron a un levantamiento, revueltas armadas en Andalucía y sublevaciones en Valencia y Zaragoza». El ayuntamiento de Madrid denunciaba en un bando los excesos de los que «llamándose federales, predican deletéreas doctrinas de un inmoral absurdo, e imposible socialismo, abusando también de la prensa para propagarlas, difundir alarma y excitar a la rebelión».
El 27 de septiembre de 1869 el comité republicano federal de Barcelona hizo un llamamiento a la insurrección que fue seguida en toda Cataluña, y fuera de ella en algunos lugares de Aragón, en Béjar, en Orense, en Murcia, en Alicante, en Valencia y en diversos puntos de Andalucía —dirigidos aquí por Fermín Salvochea y José Paúl y Angulo—. Como no contaban con armas ni recursos la insurrección fue fácilmente aplastada por el ejército, pero rebrotó de nuevo cuando se anunció una nueva quinta, cuyo sorteo se iba a realizar en abril de 1870, en los barrios obreros de Barcelona, como Gracia, en Sevilla y en Málaga, fracasando de nuevo. Sin embargo, la conflictividad se mantuvo en Andalucía en forma de actividades de bandidaje sobre tierras comunales que habían sido «arrebatadas» a los pueblos en la Desamortización de Madoz.
La causa principal de la insurrección fue el intento de llevar a la práctica los principios del federalismo e implantar La República «desde abajo». Hay que tener presente que en algunos lugares, especialmente en Andalucía, La República tenía un trasfondo social, porque para muchas personas era sinónimo de reparto de la tierra entre los jornaleros y los campesinos pobres, o también de supresión inmediata de las odiadas quintas.

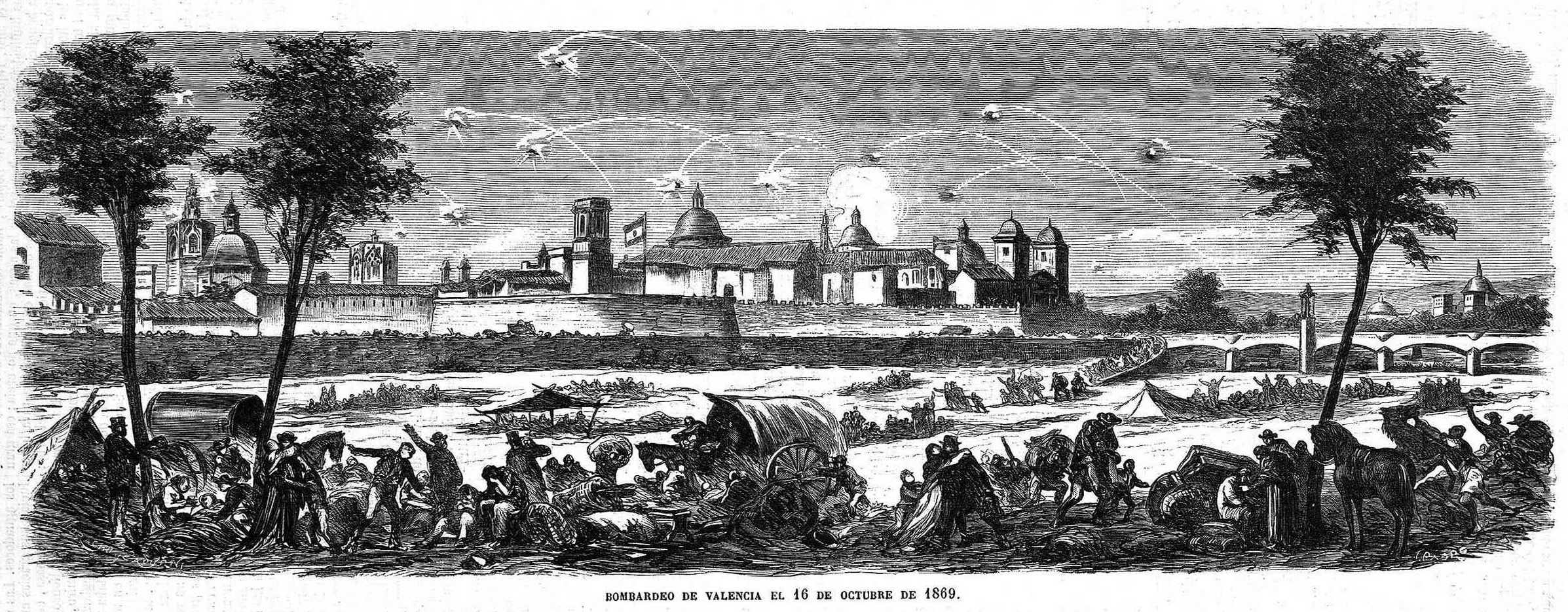
Bombardeo de Valencia el 16 de octubre de 1869, en El Museo Universal.

«La insurrección republicana de septiembre-octubre de 1869 puso de manifiesto las diferencias entre unos sectores del país y la coalición gubernamental. Y fue significativa, no sólo por lo que de ruptura violenta de un consenso tenía, sino porque gran parte de los que la protagonizaron se sintieron desengañados de una política que juzgaban ineficaz para sus intereses... Desde los primeros momentos se hizo patente la desilusión de unos sectores que esperaban que el Gobierno hiciera frente a la crisis agraria. Pero no fue la única desilusión: dos de las reivindicaciones populares más importantes, la abolición de las quintas y de los consumos, eran escamoteadas por el Gobierno con paliativos más o menos reales».
Por otro lado, el fracaso de la sublevación federal llevó a algunos sectores obreros a alejarse de la política de los partidos, como se puso de manifiesto en el primer congreso de sociedades obreras celebrado en Barcelona en junio de 1870, donde se constituyó la Federación Regional Española de la Primera Internacional. El periódico internacionalista La Federación defendía que los obreros se mantuvieran al margen de los republicanos federales, puesto que la única causa por la que deberían luchar era la de la «revolución social».

### La ruptura de la coalición revolucionaria y el nacimiento del Partido Radical

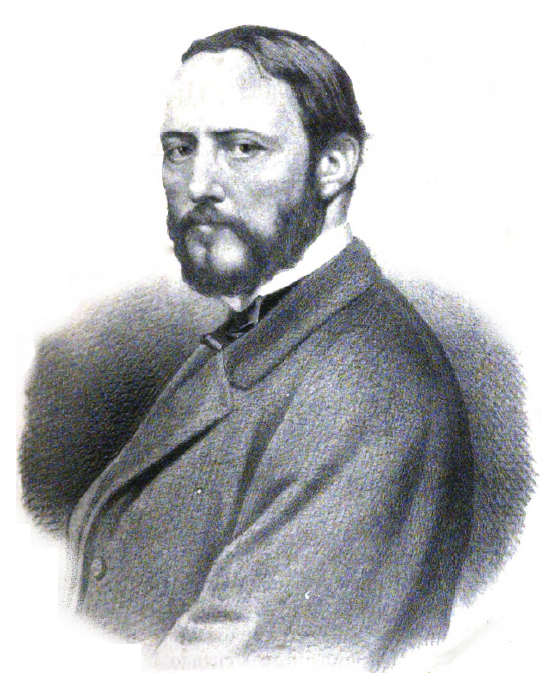
Juan Prim en 1869.

En julio de 1869 ya se produjo una primera crisis en la coalición que apoyaba al gobierno del general Prim lo que llevó a éste a llevar a cabo una remodelación de su gabinete en el que entraron por primera vez los demócratas "cimbrios" con dos ministerios -Manuel Becerra y Bermúdez en Ultramar y José Echegaray en Fomento- pasando Manuel Ruiz Zorrilla a Gracia y Justicia en sustitución del unionista Cristóbal Martín de Herrera que quedó fuera del ejecutivo.
El siguiente crisis estuvo relacionada con la candidatura al trono de España de Tomás de Saboya, duque de Génova y sobrino del rey de Italia, que estaba apoyada por progresistas y "cimbrios", y a la que se oponían los unionistas, que defendían la candidatura del duque de Montpensier. Como una de las condiciones impuestas por el Víctor Manuel II para conceder el permiso fue que la candidatura de su sobrino contara con un amplio apoyo de las fuerzas políticas, Prim reunió en septiembre de 1869 a una comisión de quince miembros de los tres partidos pero la oposición de los unionistas se mantuvo alegando que el duque de Génova solo contaba con 13 años de edad, lo que supondría prolongar la "Interinidad" cinco años más. Para dar más cohesión a la propuesta los progresistas y los demócratas "cimbrios" decidieron formar un único partido, que se llamó Partido Radical.
Prim con el apoyo de Sagasta llegó a ofrecer a los unionistas que si aceptaban la candidatura del duque de Génova retiraría el proyecto de ley del presentado en las Cortes por el ministro de Gracia y Justicia Manuel Ruiz Zorrilla que reducía el presupuesto de la Iglesia, al que se oponían frontalmente los ministros unionistas, pero la Unión Liberal no aceptó -y además la oferta abrió una crisis en el seno del nuevo Partido Radical porque el propio Ruiz Zorrilla también se opuso a la transacción, encontrando el apoyo del sector "intransigente" del partido y distanciándose por ello de Prim y de Sagasta-. Finalmente la crisis se saldó a principios de noviembre de 1869 con la dimisión de dos de los tres ministros unionistas, Manuel Silvela y Constantino de Ardanaz y Undabarrena, porque el almirante Topete continuó en el gobierno. La coalición de gobierno quedó rota aunque los unionistas se comprometieron a mantener una oposición leal.
Tras el fracaso de la candidatura del duque de Génova a causa de la negativa de su madre a que aceptara la Corona española, se produjo una nueva crisis el 3 de enero de 1870, cuando Ruiz Zorrilla y Cristino Martos dimitieron al no aceptar Prim su propuesta de establecer una especie de "dictadura liberal" mediante la concesión al gobierno por parte de las Cortes de la facultad de gobernar por decreto durante tres meses. Entonces Prim recompuso su gobierno con el apoyo parlamentario de la Unión Liberal, que no quiso entrar él.
La ruptura definitiva de la coalición de fuerzas políticas de la Revolución de 1868 se produjo en la llamada "Noche de San José", del 19 de marzo de 1870. Todo comenzó con motivo de una enmienda presentada por los unionistas al proyecto económico presentado por el ministro de Hacienda Laureano Figuerola, a la que se sumaron los republicanos, los carlistas y un grupo reducido de progresistas, todos ellos aliados para derribar al gobierno. Prim pidió a los unionistas que retiraran la enmienda y al negarse éstos se dirigió a los diputados de su grupo al grito de «¡Radicales, a defenderse! ¡Los que me quieran que me sigan!» para que evitaran la derrota del gobierno. Inmediatamente el almirante Topete abandonó airado el hemiciclo y anunció su abandono del gobierno. "La consecuencia fue la división irremediable de la coalición, que si ya existía en el plano gubernamental, ahora comenzaba en el parlamentario. La «Noche de san José» fue recordada el resto del Sexenio como el día de la ruptura completa de la conciliación".

### La búsqueda de un rey

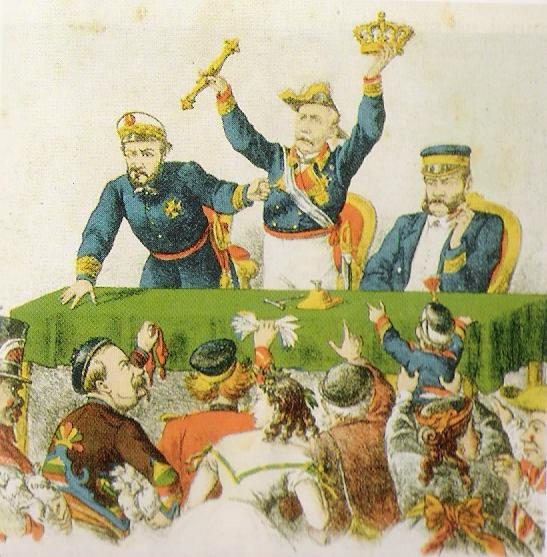
Prim, Serrano y Topete subastan la Corona española, La Flaca (1869).

Los progresistas “desde los años cuarenta habían sido los más ardientes defensores de una reunificación peninsular, tal y como lo estaban haciendo Alemania o Italia, y desde sus primeros tropiezos con Isabel II no dudaron en asignar a la dinastía portuguesa un papel similar al que los Saboya estaban jugando en la península italiana. [...] Sus miradas en 1868 se volvieron lógicamente hacia Luis I, en quien veían no solo a un paladín de la unidad, sino incluso un monarca constitucional y hasta con ribetes democráticos. La oposición que encontraron en Portugal les llevó a defender la candidatura de su padre, don Fernando de Coburgo, al trono de España. En enero de 1869 esta pretensión tomó forma oficial al encargar Prim al embajador español en Lisboa, Ángel Fernández de los Ríos, que la gestionara secretamente. Era la más lógica de las soluciones monárquicas, pero intrigas de uno y otro lado la hicieron imposible". El 6 de abril de 1869 Fernando de Coburgo comunicó por telegrama su rechazo al trono español, según Josep Fontana, por su temor a que "lo que se pretendía fuese una pura y simple anexión de su país".
Por su parte los unionistas defendían la candidatura del duque de Montpensier, casado con la hermana de Isabel II, Luisa Fernanda de Borbón, y que había contribuido con fondos a los preparativos del pronunciamiento de 1868. “Esta candidatura, poco viable por la oposición de Napoleón III [dado el antagonismo entre las casas dinásticas francesas, los Bonaparte y los Orleans y el poco entusiasmo que despertaba en España], se hizo imposible por la propia actuación de Montpensier, que desafió y mató en un duelo al infante don Enrique de Borbón [hermano del rey consorte Francisco de Asís de Borbón]. A partir de este momento, los unionistas siguieron a regañadientes los intentos progresistas de lograr un monarca [entre los Hohenzollern o los Saboya ]”.
Una vez confirmado el rechazo de Fernando de Coburgo, el siguiente candidato que propuso el gobierno de Prim fue el sobrino del rey de Italia, Víctor Manuel II, Tomás de Saboya-Génova, pero su candidatura fue rechazada por los unionistas porque sólo tenía 13 años de edad por lo que habría que prolongar el periodo de Interinidad cinco años más hasta que cumpliera los 18. La oposición a la candidatura del duque de Génova provocó una crisis en el gobierno de conciliación de Prim y los ministros unionistas Manuel Silvela y Constantino de Ardanaz y Undabarrena abandonaron el Gabinete porque no querían asociarse a una «candidatura que desde fuera hace reír y desde dentro llorar». Finalmente fue la madre del duque de Génova la que frustró su candidatura a causa del temor que le causaba la violenta situación que se vivía en España -en referencia a la insurrección federalista- y que su hijo pudiera acabar como Maximiliano de Habsburgo, fusilado por los revolucionarios mexicanos unos años antes. El 1 de enero de 1870 se confirmó la negativa del duque de Génova a ocupar el trono español.
A continuación el gobierno de Prim sondeó al general Baldomero Espartero para que aceptara la Corona, "lo que el viejo militar rechazó".

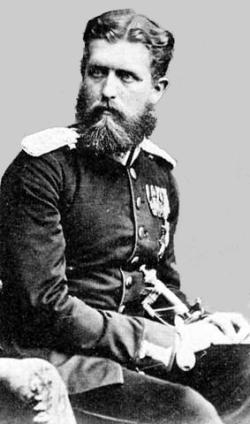
Leopoldo de Hohenzollern-Sigmaringen.

El siguiente candidato fue el prusiano Leopoldo de Hohenzollern-Sigmaringen, sobrino del rey de Prusia Guillermo de Prusia, y que contaba con el apoyo del canciller prusiano Otto von Bismarck. El gobierno español le envió una carta el 17 de febrero de 1870 ofreciéndole la Corona y el 23 de junio el príncipe prusiano aceptó si así lo votaban las Cortes. Al conocerse la noticia en París el emperador Napoleón III exigió al rey de Prusia que obligara a su sobrino a rechazar la candidatura, a lo que Guillermo I se negó. Aunque finalmente Leopoldo Hohenzollern renunció a la Corona española el 12 de julio eso no evitó que estallara la guerra entre Prusia y Francia. "Napoleón III, en plena rivalidad con Prusia, entendía como una amenaza próxima el hecho de que dos territorios fronterizos con Francia estuviesen encabezados por miembros de la misma casa real".
Este nuevo fracaso colocó en una difícil situación al general Prim y el regente, el general Serrano, se planteó su sustitución, pero no encontró ningún otro político que pudiera alcanzar el apoyo de las tres fracciones revolucionarias -unionistas, progresistas y demócratas "cimbrios"-. Los unionistas presionaron para que Prim aceptara la candidatura del duque de Montpensier y, por su parte, los republicanos hicieron público un manifiesto en el que decían que la única solución que quedaba era la proclamación de la República por las Cortes Constituyentes, lo que no era rechazado por los demócratas "cimbrios" ni por un sector de los progresistas que preferían la República a una monarquía con Montpensier. A esto se unió que el 4 de septiembre de 1870 se proclamó la República en Francia tras la derrota de Napoleón III en la batalla de Sedán. Manuel Ruiz Zorrilla, líder del sector "intransigente" del progresismo, abogó por la continuidad de la "Interinidad", a lo que los unionistas se oponían, con la formación de un gobierno que pusiera en marcha un programa de reformas sin esperar a que se encontrara un rey. Prim consiguió finalmente salvar la situación gracias a que Amadeo de Saboya le comunicó que aceptaba la Corona de España, dos días antes de que se reabrieran las Cortes, que probablemente habrían votado su destitución al frente del gobierno y a continuación decidido en favor de la Monarquía con Montpensier o por la república.

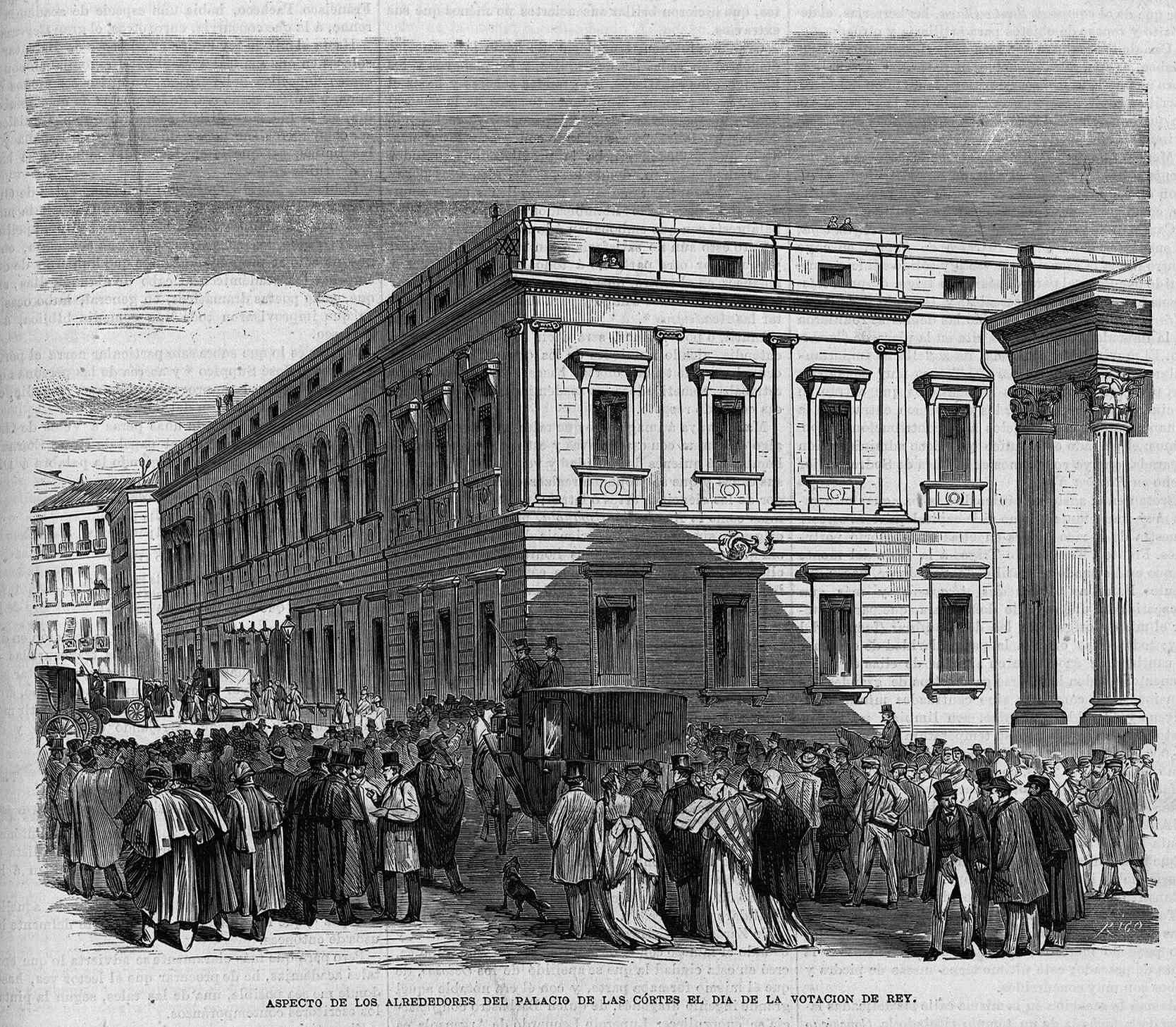
Aspecto de los alrededores del Palacio de las Cortes el día de la votación de nuevo rey, en La Ilustración de Madrid.

La caída de Napoleón III como consecuencia de la derrota francesa en la guerra francoprusiana hizo ahora posible la candidatura del segundo hijo del rey de Italia, Amadeo de Saboya, duque de Aosta, que hasta entonces no había sido posible por la oposición del emperador francés. El príncipe italiano comunicó al gobierno español que aceptaría la Corona española si las potencias europeas estaban de acuerdo y todas aceptaron la candidatura de Amadeo, incluso Prusia, aunque a regañadientes, pues esperaba que cuando acabara la guerra con Francia la candidatura de Leopoldo de Hohenzollern-Sigmaringen volvería a ser viable. Así el 31 de octubre de 1870 Amadeo confirmó oficialmente la aceptación de la Corona española. Prim reunió a los tres grupos que apoyaban al gobierno -unionistas, progresistas y "cimbrios", estos dos últimos fusionados en el Partido Radical- para que apoyaran su propuesta lo que provocó la ruptura de la Unión Liberal entre los "fronterizos" o "aostistas", que apoyaron la candidatura, y los que la rechazaron por no haber sido debatida previamente entre los miembros de la coalición gubernamental, encabezados por Antonio de los Ríos Rosas.
El 16 de noviembre de 1870 las Cortes Constituyentes, presididas por Manuel Ruiz Zorrilla, eligieron al duque Amadeo de Aosta, segundo hijo del rey de Italia Víctor Manuel II, como nuevo rey de España, con el nombre de Amadeo I. Votaron a favor 191 diputados, en contra 100 y hubo 19 abstenciones. Los progresistas y los "cimbrios" fusionados en el Partido Radical junto con los unionistas "fronterizos" fueron los que votaron a favor de Amadeo de Saboya; los unionistas disidentes de Ríos Rosas votaron a favor del duque de Montpensier; los federales, la República Federal; 8 progresistas -entre ellos Lesmes Franco del Corral (León)-, votaron a Baldomero Espartero; 2 moderados a Alfonso de Borbón. Entre las 19 papeletas en blanco se encontraba el grupo de antiguos unionistas encabezados por Antonio Cánovas del Castillo.

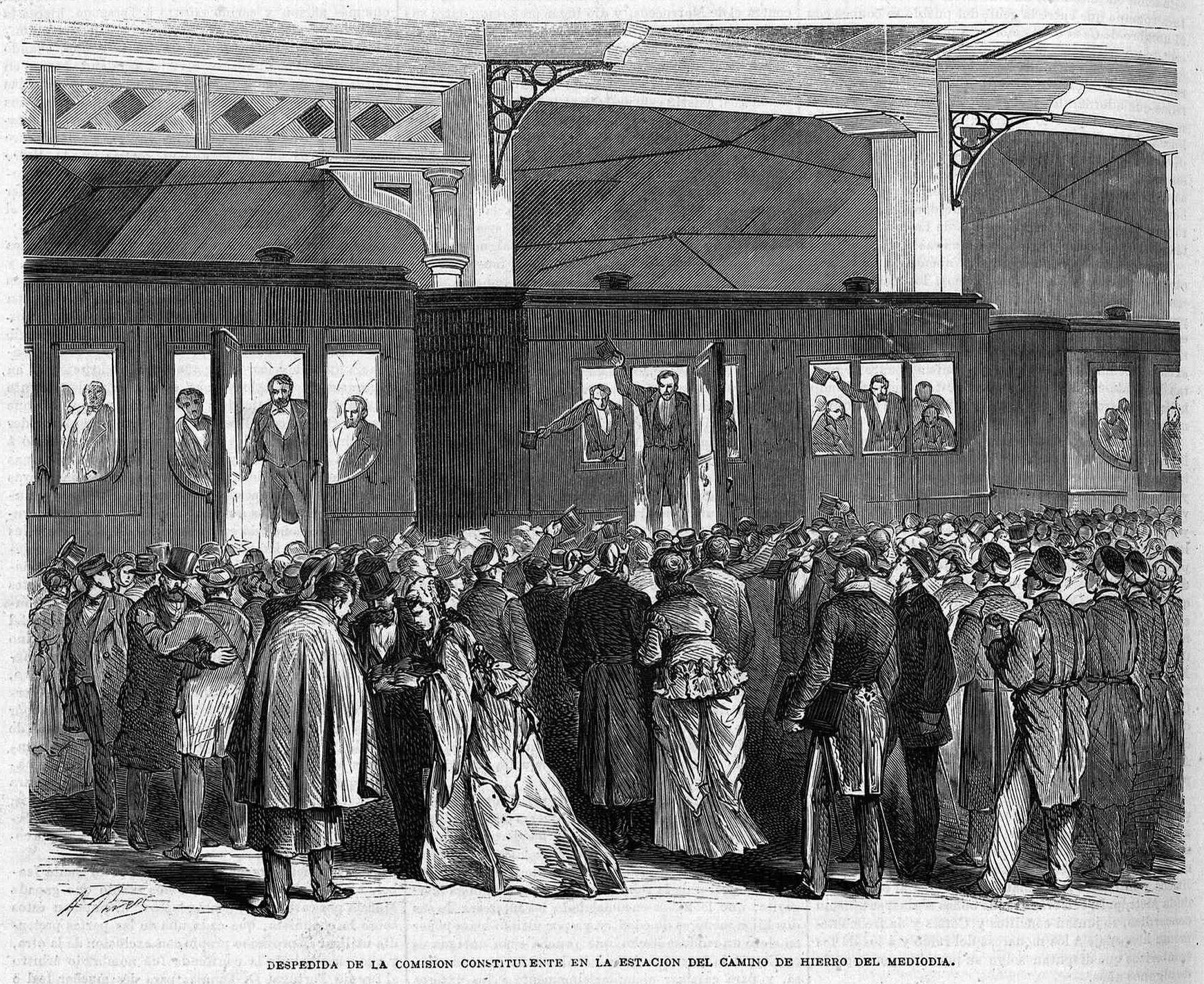
Partida de la Comisión Constituyente hacia Italia para ofrecer la corona a Amadeo de Saboya. Estación del Mediodía (Madrid).

La votación para la elección del nuevo rey arrojó el siguiente resultado:
| Candidatura              | Votos |  |
| ------------------------ | ----- |  |
| Amadeo de Saboya         | 191   |  |
| República Federal        | 60    |  |
| Duque de Montpensier     | 27    |  |
| Baldomero Espartero      | 8     |  |
| Alfonso de Borbón        | 2     |  |
| República Unitaria       | 2     |  |
| República                | 1     |  |
| Luisa Fernanda de Borbón | 1     |  |
| Blancos                  | 19    |  |
| Total                    | 334   |  |

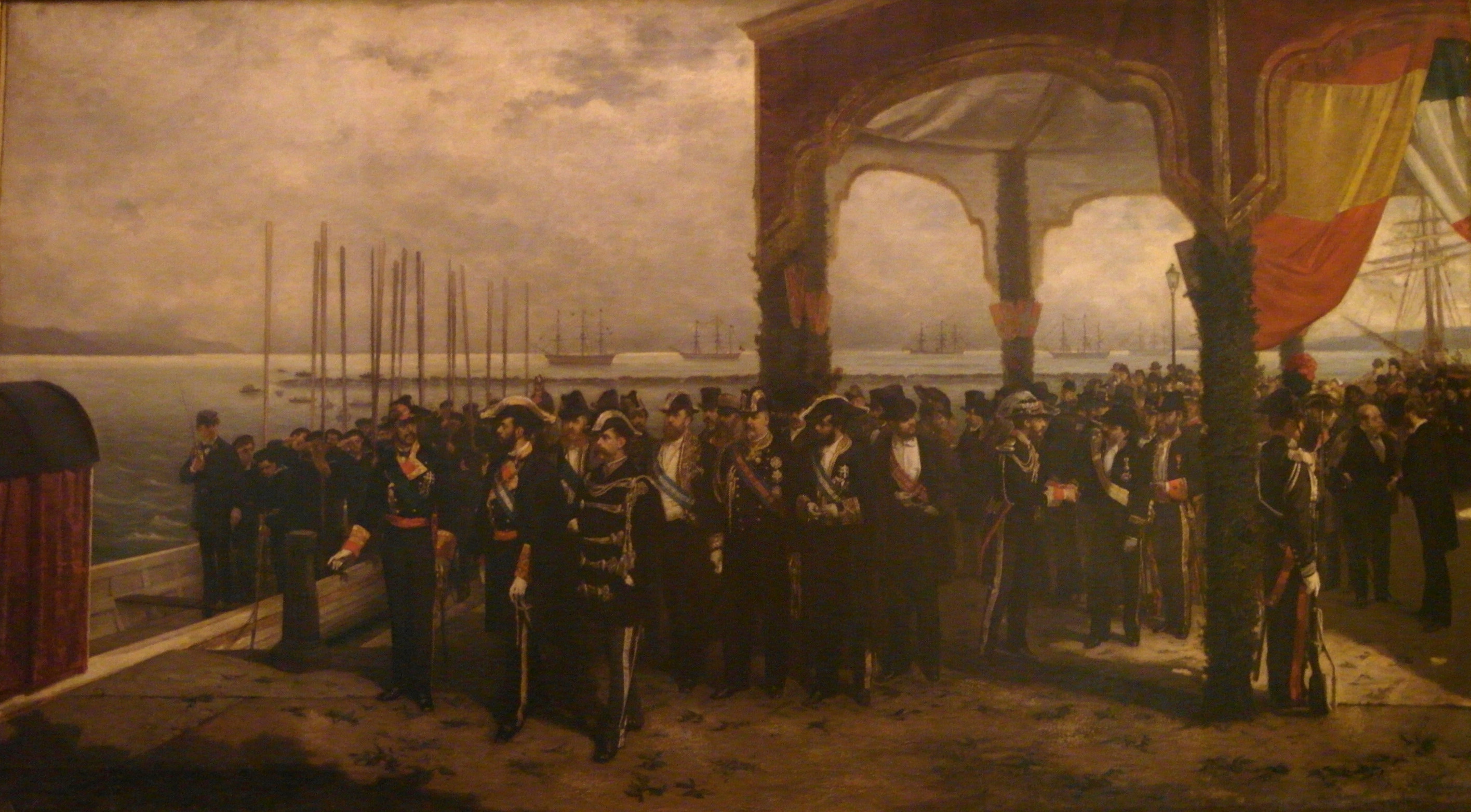
Embarque del rey Amadeo en el puerto de La Spezia, Italia en 1870, obra de Luis Álvarez Catalá.

“La solución no satisfacía más que a los progresistas y fue aceptada con enorme frialdad por la opinión pública española, que no llegó a sentir nunca el menor entusiasmo por el príncipe italiano”. El padre Luis Coloma en su famosa novela Pequeñeces hizo referencia a una “grotesca sátira” titulada “El Príncipe Lila” que se celebró en los jardines del Retiro de Madrid, “en la que designaban al monarca reinante con el nombre de Macarroni I” “mientras un gentío inmenso de todos los colores y matices aplaudía”. Tampoco parece que Leopoldo de Hohenzollern-Sigmaringen habría gozado de mucha popularidad pues sus apellidos eran pronunciados en chascarrillos como «¡ole, ole, si me eligen!».
Amadeo I fue proclamado rey el 2 de enero de 1871 después de jurar ante las Cortes, dando inicio a la segunda etapa del Sexenio Democrático. Sin embargo, esta comenzó con un mal augurio pues el principal valedor de la nueva dinastía, el general Prim, había muerto cuatro días antes víctima de un atentado en Madrid.